# Mabel de Bury St Edmunds
Mabel de Bury St Edmunds est une brodeuse anglaise du XIIIe siècle qui bénéficie de la reconnaissance du roi.

## Biographie
Mabel est native de Bury St Edmunds, dans le Suffolk. Elle figure dans les livres de comptes des archives royales d'Henri III. Cela permet de connaître quelques éléments de sa vie. Entre les années 1239 et 1245, elle apparaît vingt-quatre fois dans les archives royales.
Elle est mentionnée pour la première fois pour le paiement d'une chasuble pour le roi en novembre 1239. On suppose que le roi connaissait son travail avant cette commande car il s'agit d'une commande importante qui n'aurait pas été confiée à une inconnue. On ne sait pas dans quelles conditions Mabel a effectué son ouvrage, les écrits indiquent qu'elle est une "productrice indépendante" . Elle n'est pas une servante au service du roi. Elle n'est pas rattachée à un atelier de textile  ou de broderie.
Mabel met deux ans à broder la chasuble. Alors qu'elle achève son travail en 1241, des perles et de l'or lui sont fournis pour la décoration de la robe. À l'achèvement, le roi ordonne une évaluation du travail effectué et des matériaux utilisés. Le roi insiste pour que Mabel soit payée équitablement avec une généreuse somme. Considérant qu'elle est une artisane et lui un roi médiéval, il est remarquable de voir à quel point Henri accorde de l'importance à cette affaire et le respect dont il fait preuve avec Mabel. Le roi ordonne qu'on lui remette les restes des matières précieuses non utilisées pour la chasuble.
En 1243, Henri III commande à Mabel un étendard brodé pour être accroché à côté d'un autel de l'abbaye de Westminster. Il s'agit de la deuxième commande royale. Henry III donne des instructions précises sur l'iconographie à savoir des images de saint Jean et de la Vierge brodées d'or. Il fait preuve d'un grand respect du travail de Mabel à qui il permet de développer la composition à sa guise.
La bannière livrée, Mabel disparaît des registres du roi pendant onze ans. Il est possible qu'elle ait travaillé dans un atelier et dans ce cas, il est difficile d'identifier des commandes. Il est plus probable, qu'ayant terminé sa commande pour le roi, elle quitte Londres pour sa ville natale.
En 1256, Henri se trouve à Bury St Edmunds. Pour la réalisation d'ornements ecclésiastiques, il ait livrer « six mesures de tissu agréable pour elle et la fourrure d'un lapin pour une robe » . Ceci est une marque d'honneur. Il s'agit d'un cadeau normalement accordé aux abbés et aux chevaliers. Mabel est sans doute une brodeuse talentueuse qui en tant que telle, a reçu la faveur et l'estime du roi.

## Hommage
Mabel fait partie des femmes citées dans l’œuvre The Dinner Party de Judy Chicago.